# Сісні (Іллінойс)
Сісні (англ. Cisne) — селище (англ. village) в США, в окрузі Вейн штату Іллінойс. Населення — 634 особи (2020).

## Географія
Сісні розташоване за координатами 38°30′50″ пн. ш. 88°26′13″ зх. д. / 38.51389° пн. ш. 88.43694° зх. д. (38.513781, -88.437068).  За даними Бюро перепису населення США в 2010 році селище мало площу 1,64 км², уся площа — суходіл.

## Демографія
Згідно з переписом 2010 року, у селищі мешкали 672 особи в 274 домогосподарствах у складі 177 родин. Густота населення становила 409 осіб/км².  Було 318 помешкань (193/км²).
Расовий склад населення:
| - 98,4 % — білих - 0,6 % — корінних американців - 0,1 % — чорних або афроамериканців |

До двох чи більше рас належало 0,1 %. Частка іспаномовних становила 2,2 % від усіх жителів.
За віковим діапазоном населення розподілялося таким чином: 24,7 % — особи молодші 18 років, 54,0 % — особи у віці 18—64 років, 21,3 % — особи у віці 65 років та старші. Медіана віку мешканця становила 38,7 року. На 100 осіб жіночої статі у селищі припадало 95,9 чоловіків;  на 100 жінок у віці від 18 років та старших — 84,0 чоловіків також старших 18 років.
Середній дохід на одне домашнє господарство  становив 43 586 доларів США (медіана — 30 982), а середній дохід на одну сім'ю — 53 985 доларів (медіана — 45 536). Медіана доходів становила 40 313 долари для чоловіків та 33 958 доларів для жінок. За межею бідності перебувало 11,8 % осіб, у тому числі 12,8 % дітей у віці до 18 років та 8,6 % осіб у віці 65 років та старших.
Цивільне працевлаштоване населення становило 273 особи. Основні галузі зайнятості: виробництво — 33,3 %, освіта, охорона здоров'я та соціальна допомога — 18,7 %, будівництво — 9,9 %, роздрібна торгівля — 8,4 %.